# Batonišvili
Batonišvili (gruzínsky: ბატონიშვილი, doslova dítě pána/panovníka) je titul pro gruzijské královské prince a princezny z dynastie Bagrationů.

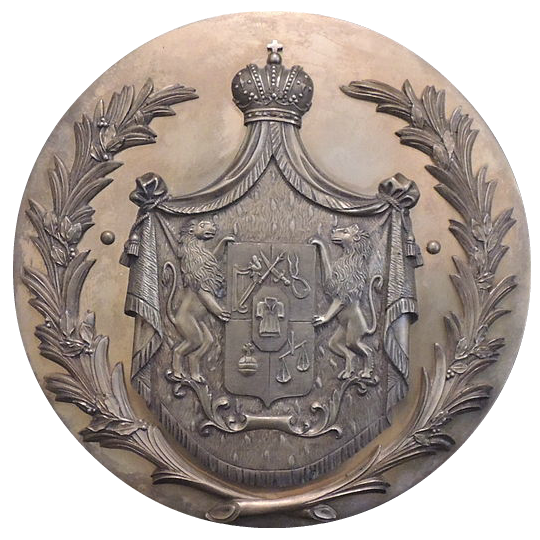
Erb Bagrationů

## Používání
Titul batonišvili se může připojovat před i za křestní jméno (například David Batonišvili, nebo Batonišvili Joana.) Tento titul nenosily pouze děti vládnoucího krále, ale všichni potomci minulých králů v mužské linii. Obvykle byli jeho nositelé (a nositelky, pokud šlo o dcery panovníka) oslovováni uganatlebulesi, tedy nejskvělejší nebo nejvyšší.

## Dějiny
V kavkazských monarchiích existovalo několik typů šlechtických titulů, které svým nositelům poskytovaly méně pravomocí a výsad, ale které jsou při překladech z gruzínštiny do jiných jazyků náchylné k zaměnění za batonišvili. Důvody k tomu jsou dva. Primárně je to absence vhodných západních ekvivalentů pro gruzijské hodnosti, částečně také fakt, že se všechny začaly překládat ruským slovem knyaz, tedy princ, když Rusko ovládlo Gruzii.
Seznam gruzínských titulovaných rodin byl připojen ke smlouvě z roku 1783, kterou uzavřela dobytá Gruzie s Ruskem. V této listině se Rusko zavázalo umožnit vyjmenovaným rodinám „užívat stejných privilegií a výhod náležejícím ruské šlechtě.“ Seznam z nevyjasněných důvodů nerozlišoval mezi hodnostmi rodin (ačkoli byly zřejmě uvedeny v sestupném pořadí podle hodnosti). První rodina na seznamu byla rodina Bagrationů, do které patřil král.
Titul jako takový se, byť už bez skutečných pravomocí, zachoval mezi potomky krále Vakhtanga V., kteří žili v Rusku až do 19. století. Na jeho počátku byl titul u urozených Gruzijců žijících u ruského dvora nahrazen titulem carevič. Ovšem po neúspěšném gruzijském povstání roku 1833 byli gruzijští královští potomci degradování na obyčejné knyazy. Během následujících let titul zcela zanikl.